# Приморские партизаны
«Примо́рские партиза́ны» (также «Охотники на милиционеров», также «Банда „приморских партизан“», также «Приморская банда») — неофициальное название группировки, участники которой были признаны судом присяжных виновными в бандитизме и в совершении тяжких преступлений в Приморском крае, в частности, в отношении сотрудников органов МВД, в феврале — июне 2010 года. Неформальным лидером группировки являлся Андрей Сухорада.
В середине июня 2010 года группировка была полностью обезврежена: двое участников группы покончили с собой, а остальные четверо были задержаны. В июле 2010 года всем выжившим членам группы было предъявлено обвинение в убийствах, бандитизме, незаконном обороте и хищении оружия, кражах и разбоях.
Поскольку группировка скрывалась от сотрудников силовых структур в тайге, её членов в Приморском крае стали именовать «партизанами».
Группировку также называют «бандой „партизан“» или просто «вооружённой бандой». Некоторое время группировка также именовалась «бандой Муромцева» — по имени Романа Муромцева, о котором некоторые СМИ первоначально заявляли как о лидере преступной группы. 10 июня 2010 года его участие было опровергнуто СКП.
Действия группы и реакция на них граждан вызвали широкий общественный резонанс и дискуссию. В октябре 2010 года в Интернете появилось видеообращение «приморских партизан», в котором молодые люди, обвиняя сотрудников МВД Российской Федерации в преступлениях, утверждают, что действуют осознанно. В видеообращении подчёркивается, что в стране «народ беззащитный и безропотный, но есть и те, кто не боится».

## Состав группы
По данным следствия, в состав группы входило семеро молодых людей — жителей посёлка Кировский Приморского края:
- Сухорада Андрей Сергеевич[19][20]. Родился 25 июля 1987 года[20]. По данным МВД — застрелился 11 июня 2010 года[12][21][22]. По словам Александра Ковтуна, он не знает, застрелился ли Сухорада на самом деле или нет. 13 июня 2010 года стало известно, что Андрей Сухорада в возрасте 16 лет был активистом ныне запрещённой Национал-большевистской партии[23].
- Сладких Александр Вячеславович[19][20]. Родился 18 сентября 1989 года[20]. В 2009 году самовольно оставил свою воинскую часть, в связи с чем был объявлен в розыск (обвинение по части 4 статьи 337 УК РФ)[20]. Застрелился 11 июня 2010 года[12][21][22].
- Илютиков Владимир. Сдался властям 11 июня 2010 года[12].
- Кириллов Максим. Сдался властям 11 июня 2010 года[12].
- Ковтун Александр (Сайфулла) Александрович[19]. Родился 30 августа 1989 года. Сдался властям 11 июня 2010 года[12][21][22]. В ходе массовой вербовки заключённых, для участия в российском вторжении на Украины, попал в ЧВК Вагнера. 29 января 2023 года погиб при вторжении[24][25][26].
- Савченко Роман Владимирович[19]. Родился 22 апреля 1992 года. Задержан[12][21][22]. По утверждению ИА «PrimaMedia», Савченко не входил в состав группы, но мог оказывать ей содействие[27].
- Никитин Алексей. Предполагаемый участник группы. Задержан 31 июля 2010 года[28].

Впоследствии к делу был привлечен Ковтун Вадим, брат Александра, в отношении которого приговор был отменён.
До 10 июня 2010 года некоторые СМИ утверждали, что в группу также входил боец ВДВ Роман Муромцев (32 года), служивший в Чечне и якобы являвшийся руководителем группы. Впоследствии эта информация была опровергнута.

## Действия группы и развитие ситуации
27 сентября 2009 года члены группы, по версии следствия, совершили убийство четверых жителей посёлка Кировский, предположительно работавших охранниками полей конопли (в дальнейшем, при повторном рассмотрении дела, по этому эпизоду «партизаны» были оправданы).
По данным правоохранительных органов, в общей сложности с февраля 2010 года приморская группа совершила как минимум четыре нападения на сотрудников милиции, а также совершала кражи, поджоги и угоны автомобилей.
В феврале 2010 года было совершено нападение на сотрудников милиции на улице Давыдова во Владивостоке, в ходе которого один милиционер был убит и один ранен. В ходе нападения был похищен табельный пистолет Макарова.
10 мая участники группы совершили ограбление двоих молодых людей и девушки в пригороде Лесозаводска. Нападавшие связали девушку курткой, забрали у потерпевших мобильные телефоны и кошелёк.
16 мая 2010 года члены группы угнали легковой автомобиль. Женщину — водителя такси — сначала заперли в багажнике, а через несколько часов отпустили на безлюдной дороге, угрожая расправой в том случае, если она сообщит о случившемся.
24 мая участники группы угнали автомобиль, водитель не пострадал.
25 мая 2010 года членами группы совершён поджог отделения внутренних дел на станции Варфоломеевка.
27 мая 2010 года членами группы был убит дежурный милиционер в здании ОВД села Ракитное Дальнереченского района. Нападавшими были похищены милицейская форма, бронежилеты и радиостанция и угнан автомобиль убитого. В сейфе здания ОВД, они обнаружили бутылку с водкой (Рассказали об этом сами «Приморские партизаны» в своем видео, которое они сняли за пару дней до задержания)).
29 мая 2010 года на 61-м километре участка государственной трассы «Спасск-Дальний — Варфоломеевка» в Яковлевском районе Приморского края членами группы был обстрелян автомобиль ДПС, один милиционер получил ранения.
8 июня 2010 года неподалёку от села Хвалынка Спасского района членами группы был обстрелян наряд ДПС, в результате чего ранены два сотрудника милиции. Однако после того, как некоторые СМИ сообщили о том, что эти двое сотрудников были не ранены, а убиты, ситуация приобрела широкий резонанс.
Сообщались различные противоречивые данные о численности и составе группы; в числе прочего делались заявления, что Роман Савченко и Роман Муромцев являются националистами. Действия группы вызвали широкое и бурное обсуждение в СМИ и в обществе, касающееся напряжённости, возникшей вокруг негативного отношения общества к сотрудникам милиции; в СМИ группа получила прозвище «приморские партизаны».
В спецоперации по задержанию членов группы участвовало свыше 1000 сотрудников правоохранительных органов.
10 июня был задержан один из участников группы — Роман Савченко. После задержания он написал явку с повинной. В тот же день, его отец, Владимир Савченко в интервью сказал: 

Я хочу обратиться к президенту с просьбой, чтобы он направил компетентную комиссию в Приморский край. Чтобы наших детей не уничтожали, а взяли, как говорится, в плен и узнали истинную причину, из-за чего всё началось. Все те, кто в бегах — Сухорада, Ковтун, мой сын и Кириллов — они были избиты сотрудниками внутренних дел прямо в отделе внутренних дел за то, что не признают себя виновными и не берут чьей-то вины на себя.— Владимир Савченко
 Он также заявил, что его семья готова просить политическое убежище за границей.

11 июня 2010 года около 13:00 силовики заблокировали четырёх членов группы в арендованной накануне квартире в центре Уссурийска. Блокированным было не сразу предложено сдаться. Сначала, силовики открыли огонь по соседней квартире, спутав её с той, где находились «Приморские партизаны» (рассказал отец Романа Савченко, Владимир Савченко). Двое из членов группы (Андрей Сухорада и Александр Сладких) застрелились. Ещё один член группы, Владимир Илютиков, сдался сразу после самоубийства Сухорады и Сладких. Четвёртый блокированный, Александр Ковтун, сдался через несколько часов после переговоров с участием его адвоката и матери.
Сообщались противоречивые сведения о судьбе Максима Кириллова, предположительно снабжавшего членов группы едой, в частности, что он избит или убит (последнее опровергалось 12 июня).
По итогам спецоперации по обезвреживанию группы начальник УВД по Приморскому краю Андрей Николаев заявил, что комментарии в некоторых СМИ о «ментовском беспределе, толкнувшем мальчишек на вооружённую борьбу» «не соответствуют действительности». По утверждению Николаева, в тайниках членов группы были найдены предметы с фашистской символикой и радикальная литература. Старший помощник руководителя следственного управления СКП РФ по Приморскому краю Аврора Римская заявила, что «подозреваемые — никакие не борцы за справедливость, на милиционеров они нападали, чтобы завладеть оружием, которое использовали при разбойных нападениях на простых граждан».
В заявлении СКП РФ утверждалось:

подозреваемые в совершении особо тяжких преступлений, за которые им грозит пожизненное лишение свободы, никакие не борцы за справедливость, как называют их некоторые СМИ. Это люди, у которых отсутствует всякое представление о нравственности. Для них не существует такое понятие, как Закон. Они совершают преступления не за идею, а просто для того, чтоб навлечь ужас на общество и почувствовать себя хозяевами жизней людей и при этом не упустить свой корыстный интерес.
— Спецназ штурмует укрытие приморских «охотников на милиционеров». РБК

## Предварительное расследование
11 июня 2010 года со ссылкой на пресс-службу Следственного Управления СКП по Приморскому краю сообщалось, что расследуется несколько уголовных дел по фактам нападений на сотрудников милиции на территории края; все они открыты по статье 317 («посягательство на жизнь сотрудника правоохранительного органа») и части 1-й статьи 222 УК РФ («незаконный оборот огнестрельного оружия»).
16 июня 2010 года Владимиру Илютикову и Александру Ковтуну СКП РФ предъявил обвинение по части 5 статьи 33 (подготовка к преступлению и участие в нём) и по статье 317 УК РФ (посягательство на жизнь сотрудника правоохранительного органа), что может повлечь наказание от 12 лет тюрьмы до пожизненного заключения.
Со слов Александра Ковтуна, сотрудники милиции избивали его после задержания.
27 июля 2010 года Роману Савченко, Максиму Кириллову, Владимиру Илютикову и Александру Ковтуну было предъявлено обвинение по статье 105 УК РФ (убийство), статье 317 УК РФ (посягательство на жизнь сотрудника правоохранительного органа), части 1 статьи 209 УК РФ (бандитизм), статье 158 УК РФ (кража), статье 162 УК РФ (разбой), части 2 статьи 167 УК РФ (умышленное уничтожение и повреждение чужого имущества), пункту «а» части 4 статьи 226 УК РФ (хищение оружия, боеприпасов), части 3 статьи 222 УК РФ (незаконный оборот оружия).
Алексей Никитин пожаловался на издевательства в СИЗО.

## Судебный процесс
В начале июня 2012 года в Приморском краевом суде начался процесс «приморских партизан». По требованию защиты, дело рассматривалось судом присяжных. Перед судом предстали пятеро участников группы и брат Александра Ковтуна Вадим.
16 июля 2012 стало известно, что из здания суда были похищены три тома уголовного дела «приморских партизан». По предварительным данным доследственной проверки, документы «предположительно пропали» в период с 21 июня по 12 июля 2012 года. В томах был список полицейских-взяточников.
Адвокат Татьяна Уварова в конце июля 2010 года сняла интервью с находящимся под стражей Александром Ковтуном и разместила его в интернете. В интервью Ковтун утверждает, что сотрудники МВД России неоднократно применяли пытки в отношении него.
В мае 2013 года МВД России возбудило уголовное дело по ст. 282 УК РФ в отношении сторонников «приморских партизан», которые разместили в сети Интернет «материалы, призывающие к осуществлению экстремистской и террористической деятельности».
4 февраля 2014 года присяжные вынесли вердикт, в котором признали подсудимых виновными по абсолютному большинству вменяемых им преступлений: в покушениях на жизнь сотрудников правоохранительных органов, убийствах, разбоях, угонах автомобилей. Кроме того, всех подсудимых, кроме Вадима Ковтуна, признали членами банды, а следовательно — виновными в бандитизме. Участие Вадима Ковтуна в банде присяжные сочли недоказанным, но признали его виновным в пособничестве членам банды по некоторым эпизодам.
28 апреля 2014 года участникам группы на основании вердикта присяжных был вынесен приговор. Александр Ковтун, Владимир Илютиков и Алексей Никитин были приговорены к пожизненному лишению свободы в колонии особого режима, Роман Савченко — к 25 годам заключения, Максим Кириллов — к 23 годам, Вадим Ковтун — к 8 годам 2 месяцам заключения.

### Смягчение приговора
21 мая 2015 года Верховный суд РФ, рассмотрев апелляцию, смягчил приговоры обвиняемым, заменив Александру Ковтуну и Владимиру Илютикову пожизненное заключение на 25 и 24 лет колонии. Роману Савченко срок сокращён до 24 лет, Максиму Кириллову — до 19 лет. Приговор в отношении Алексея Никитина и Вадима Ковтуна полностью отменён; эпизод с убийством четырёх человек подлежит повторному рассмотрению Приморским краевым судом.

### Повторный процесс
В марте 2016 года в Приморском краевом суде началось повторное рассмотрение дела «приморских партизан» в части, касающейся убийства четырёх человек в Кировском районе. 20 июля 2016 года оглашён вердикт присяжных, согласно которому вина подсудимых в указанном убийстве и в создании организованной преступной группы признана недоказанной. Алексей Никитин и Вадим Ковтун освобождены в зале суда; подсудимые поблагодарили присяжных.
Прокуратура Приморского края обжаловала оправдательный приговор. 26 декабря 2016 года Верховный суд РФ отменил приговор и направил дело на повторное рассмотрение Приморским краевым судом.
В результате нового процесса коллегия присяжных 10 апреля 2018 года признала всех подсудимых виновными.

## Видеообращение «партизан»
В октябре 2010 года в интернете появился видеоролик «Последнее интервью приморских партизан», где участники группы рассказывали о своих действиях и мотивах своих поступков. Видеообращение получило широкое освещение в СМИ, появилось много статей с попытками анализа поведения участников и поисками причин произошедшего.
В апреле 2012 года видеоролик с обращением «партизан» был признан судом экстремистским и занесён в список запрещённых материалов. В июле 2013 года жителя Томска приговорили по части 1 статьи 282 УК РФ (возбуждение ненависти либо вражды) к шести месяцам исправительных работ за публикацию данного видеоматериала в интернете.
Также в марте 2012 года судом было признано экстремистским стихотворение посвящённое «приморским партизанам», которое давало положительную характеристику их действиям.

## Реакция населения России. Мнения
В июне 2010 года в ряде СМИ утверждалось, что на некоторых интернет-форумах некоторые пользователи морально поддерживали «приморских партизан» и осуждали сотрудников милиции.
16 июня некоторые СМИ сообщали, что во Владивостоке появились надписи на стенах: «Слава партизанам», «Партизаны, ваш подвиг не забыт»; подобного рода героизация вызывает обеспокоенность руководства МВД.
После событий в Приморском крае в России имели место несколько случаев нападения на сотрудников полиции. В частности, 12 июня в 2:40 на 155-м километре автодороги Пермь-Екатеринбург неподалёку от поселка Суксун произошло нападение на пост ДПС. В этот же день, 12 июня, в Марёвском районе Новгородской области двое сотрудников милиции получили тяжёлые ранения в результате вооружённого нападения на пост ДПС.
18—22 июня 2010 года сотрудниками «Левада-Центра» был проведён социологический опрос о реакции россиян на происшедшие события. Согласно результатам опроса («Новая газета» приводит сильно отличающиеся данные этого же опроса только по Москве), 57 % россиян (78 % в Москве) слышали о данных событиях, и лишь 19 % (8 % в Москве) разобрались в них. Из них 52 %(9 % в Москве) осуждают действия нападавших, 11 % выражают страх, 22 %(46 % в Москве) сочувствуют и 3 % одобряют. 34 % считают их людьми, доведёнными до крайности произволом, ещё 13 % (25 % в Москве) — «народными мстителями», сознательно выступившими против коррумпированной власти, и лишь 37 % (а в Москве — только 4 %) — преступниками и бандитами; затруднились ответить 15 %. 55 % считают случай «показателем крайне негативного отношения к милиции в стране в целом». Однако 37 % больше боятся подобных «народных мстителей», тогда как 34 % больше боятся «нашей милиции» (остальные затруднились ответить). Разницу в ответах в Москве и в России в целом сотрудники Левада-центра объясняют тем, что «в Москве просто уровень милицейского произвола гораздо выше, чем в целом по стране», «а в крупном городе и милиция, и задержанный обезличены, здесь нет дополнительной ответственности за свои поступки».
Художник-акционист Пётр Павленский в 2016 году заявил, что передаст денежную часть премии имени Вацлава Гавела, присуждённой ему международной правозащитной организацией Human Rights Foundation, на оплату защиты «приморских партизан». Представитель активиста Оксана Шалыгина назвала «партизан» «соратниками в борьбе с полицейским террором», а их историю — «войной государства против своих граждан». В ответ на это Human Rights Foundation аннулировала решение о награждении П. Павленского. По словам организаторов премии, наследие Гавела не может быть связано с поддержкой людей, применяющих «смертоносное насилие против полиции».

## Дальнейшая судьба заключённых
17 февраля 2023 года ГТРК «Владивосток», ссылаясь на Telegram-канал «ОПС-медиа», сообщила о смерти Александра Ковтуна. По данным источника, Ковтун, в ходе массовой вербовки заключённых, попал в состав ЧВК «Вагнер» и стал принимать участие в российском вторжении на Украину, где и погиб 29 января 2023 года. В то же время пресс-служба ГУФСИН по Приморскому краю и глава региональной ОНК Владимир Найдин заявили, что ничего об этом не слышали. По неподтвержденным данным, Ковтун был похоронен 19 февраля 2023 года под своим новым мусульманским именем в посёлке Тавричанка Надеждинского района — именно там находятся захоронения тех, кто при жизни исповедовал ислам. Его родственникам были переданы две медали.

## Книги
Журналист из Новосибирска Ростислав Антонов после сбора материалов выпустил книгу «Приморские партизаны». Первое представление книги прошло в Новосибирске. 24 октября 2011 года состоялась её презентация во Владивостоке.
Также история группы рассмотрена в книге московских журналистов Ильи Фальковского и Александра Литого «Ударные отряды против Путина».
История «приморских партизан» легла в основу книги российского журналиста Олега Кашина «Приморские партизаны», изданной в 2016 году.